# 今昔マップ
今昔マップ（こんじゃくマップ）は、旧版地形図（国土地理院発行）の閲覧が可能なサービスで、特定地域の複数年代の地形図を比較参照できる。地理学者の谷謙二により開発された。Web版の「今昔マップ on the web」と、Windows版ソフトの「今昔マップ3」がある。

## 経緯
今昔マップの開発は2005年春頃から開始された。
地域概要の理解のうえで、地形図は重要な資料であるものの、当時は旧版地形図を簡便に閲覧する方法がなかった。また、開発者の谷自身も、大学の講義で大都市圏の発展過程について解説するときに、旧版地形図を学生に提示する方法について苦労していた。
2005年に「時系列地形図閲覧ソフト『今昔マップ』（首都圏編）」が開発され、東京50キロメートル圏内の2万5000分の1旧版地形図が収録された。2006年2月にDVD版の配布が行われた。
2008年に「今昔マップ2」が開発・公開された。今昔マップ2ではインターネット上でソフトウェアと地図画像のダウンロードが可能になったうえ、中京圏・京阪神圏の旧版地形図も閲覧可能になった。2009年にVectorや窓の杜で紹介されたことでダウンロード数が増大した。

## 今昔マップ on the web
今昔マップ on the webは、WebGISの1つであり、ウェブブラウザ上で旧版地形図の閲覧が可能である。パソコンに限らず、スマートフォンからでも利用できる。
2013年に開発・公開が行われ、その後も更新が進められている。2019年に日本国内の全ての都道府県庁所在地が収録対象地域になった。
大学での授業で地形図や空中写真を扱う際にも有用である。長所として、安倉良二は、インターネットの接続環境があれば容易に利用できること、利用者自身で画面表示の拡大縮小や移動が可能なこと、画面を分割して複数の地形図や空中写真を同時表示できること、画面分割機能と組み合わせてGoogle マップなど一般的なWeb地図とも同時表示が可能なことを指摘している。
各地域の土地の変遷の把握、防災情報の調査や、郷土学習でも利用できるほか、歴史愛好者や鉄道ファンの人が趣味で利用することもある。

## 今昔マップ3
今昔マップ3では、Web版の今昔マップ on the webでは困難な、複雑な操作を行うことができる。2015年に開発・公開が行われた。
今昔マップ3のみで行える機能として、地図中に目印を表示・記録・保存する機能、KML・KMZ・GPXファイルの読み込み・表示機能、位置情報をもつ写真の表示、地図画像のファイル出力機能が挙げられる。